# Sven Jørgensen (modstandsmand)
Sven Jørgensen (født 18. februar 1924, død 7. april 1945 i Brøndbyvester) var en dansk modstandsmand, medlem af BOPA med dæknavnet Terkel eller Klam-Terkel.
Han var maskinlærling, stud.tech. i København og var gruppeleder i BOPA. Den 7. april 1945 forsøgte han at likvidere topnazisten Ejnar Jørgensen i dennes købmandsforretning, men Ejnar Jørgensen havde en pistol liggende under disken og skød Sven Jørgensen i panden.